# Portomarín
Portomarín è un comune spagnolo di 1 796 abitanti situato nella comunità autonoma della Galizia.

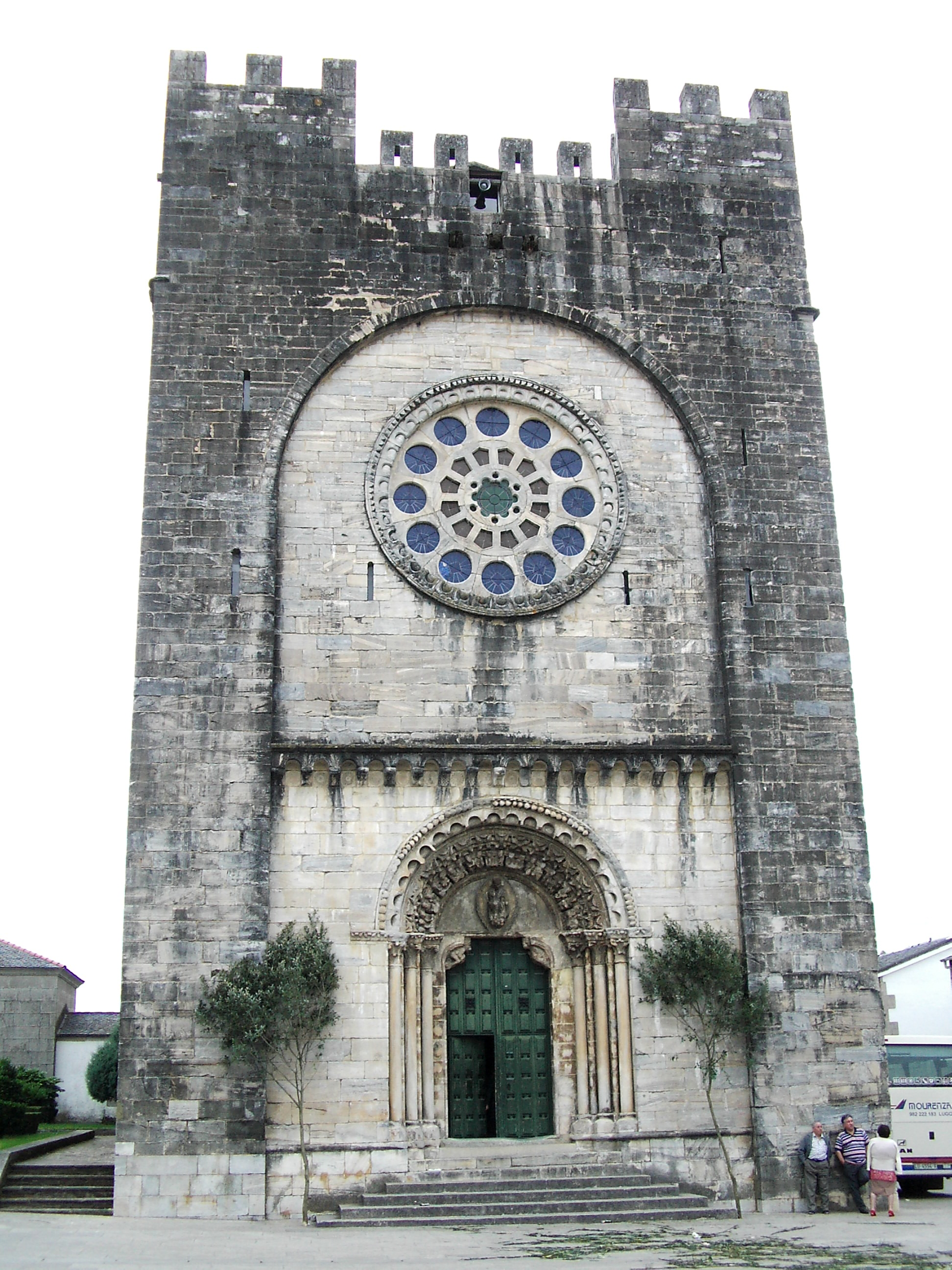
La chiesa di san Nicola a Portomarín

 La città nacque e si sviluppò in corrispondenza di un ponte romano che attraversava il fiume Miño andato distrutto e poi ricostruito in epoca medioevale anche a causa della presenza del Camino de Santiago.
Quando, nel 1962, fu costruita la diga di Belesar, tutto il paese si trasferì sul vicino monte del Cristo. Lì vennero ricostruiti alcuni degli edifici più importanti, come la chiesa di San Nicola, sul cui lato destro sono ancora visibili i numeri scritti sulle pietre durante lo "smontaggio" dell'edificio e che servivano a permetterne la corretta ricostruzione. La chiesa è di stile romanico e fu costruita dall'Ordine dei cavalieri ospitalieri di san Giovanni di Gerusalemme.
Nei periodi in cui l'acqua del bacino artificiale si abbassa sono ancora visibili alcuni ruderi del vecchio villaggio e i resti del ponte.

## Cammino di Santiago
La cittadina è una tappa importante del Cammino di Santiago di Compostela sul tracciato del percorso cosiddetto "Francese", sulla strada proveniente da Sarria e dirigentesi successivamente verso Palas de Rei.

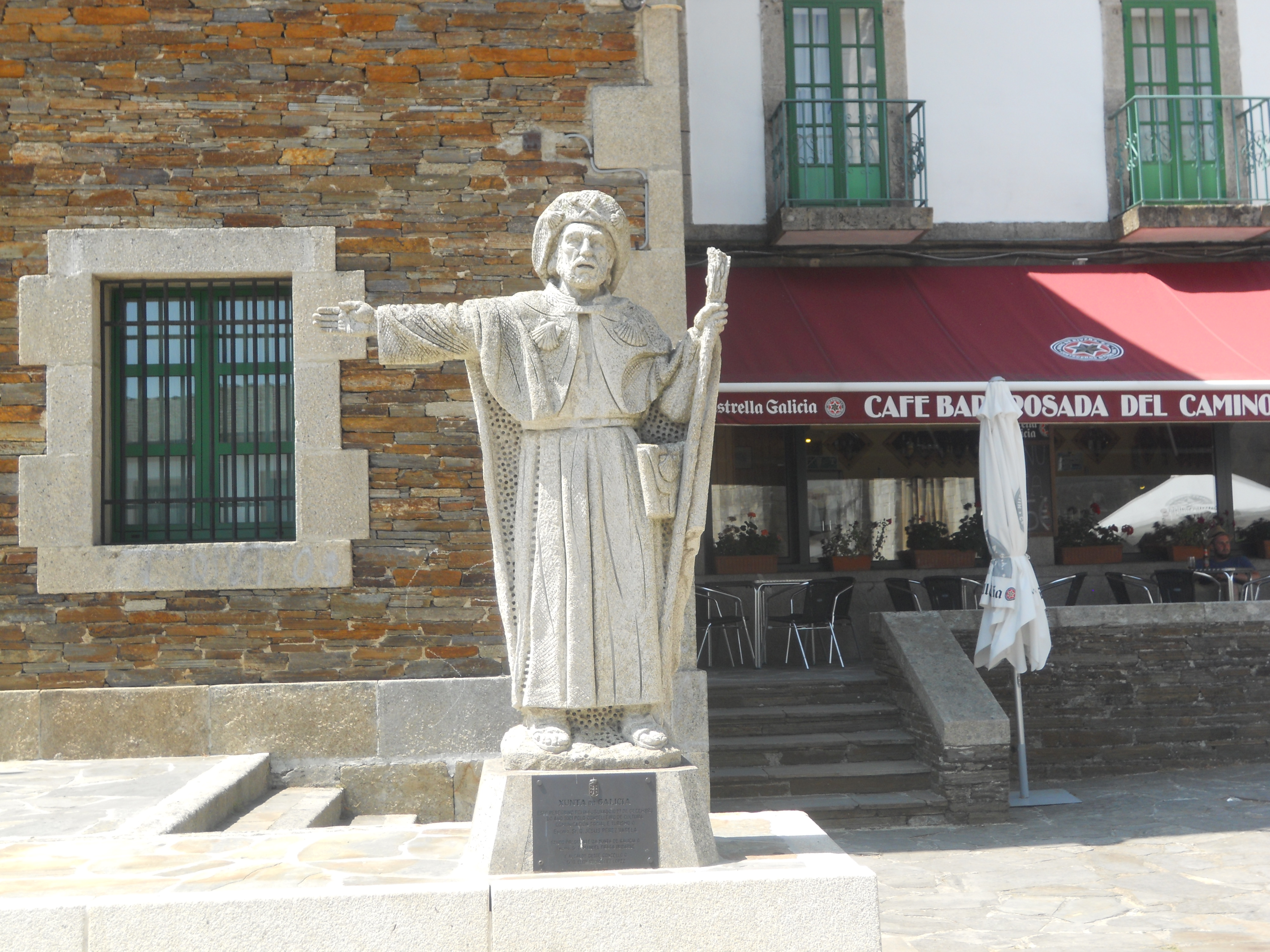
Statua di San Giacomo che indica il cammino a Portomarin

## Galleria d'immagini

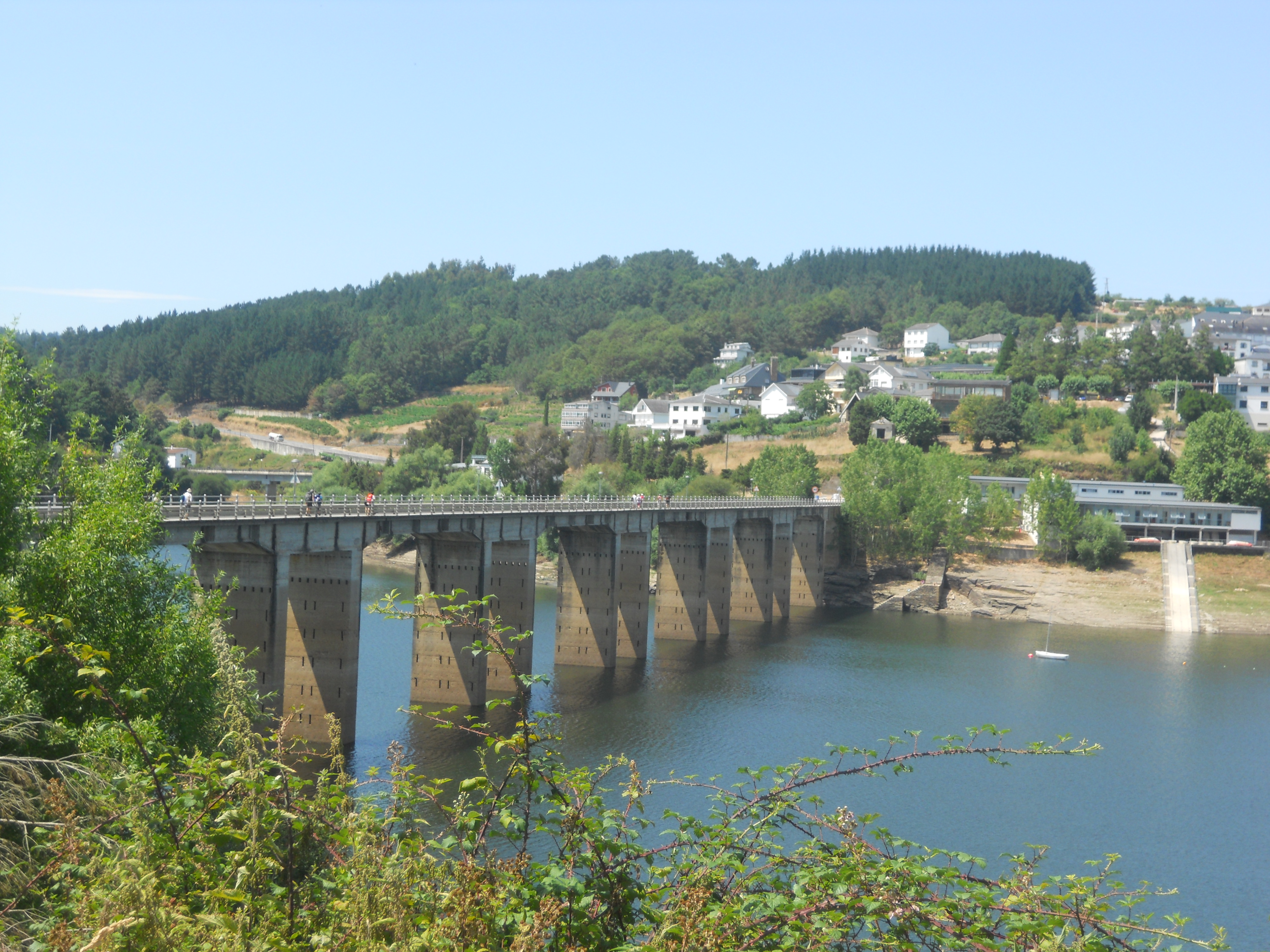
Ponte d'accesso a Portomarin
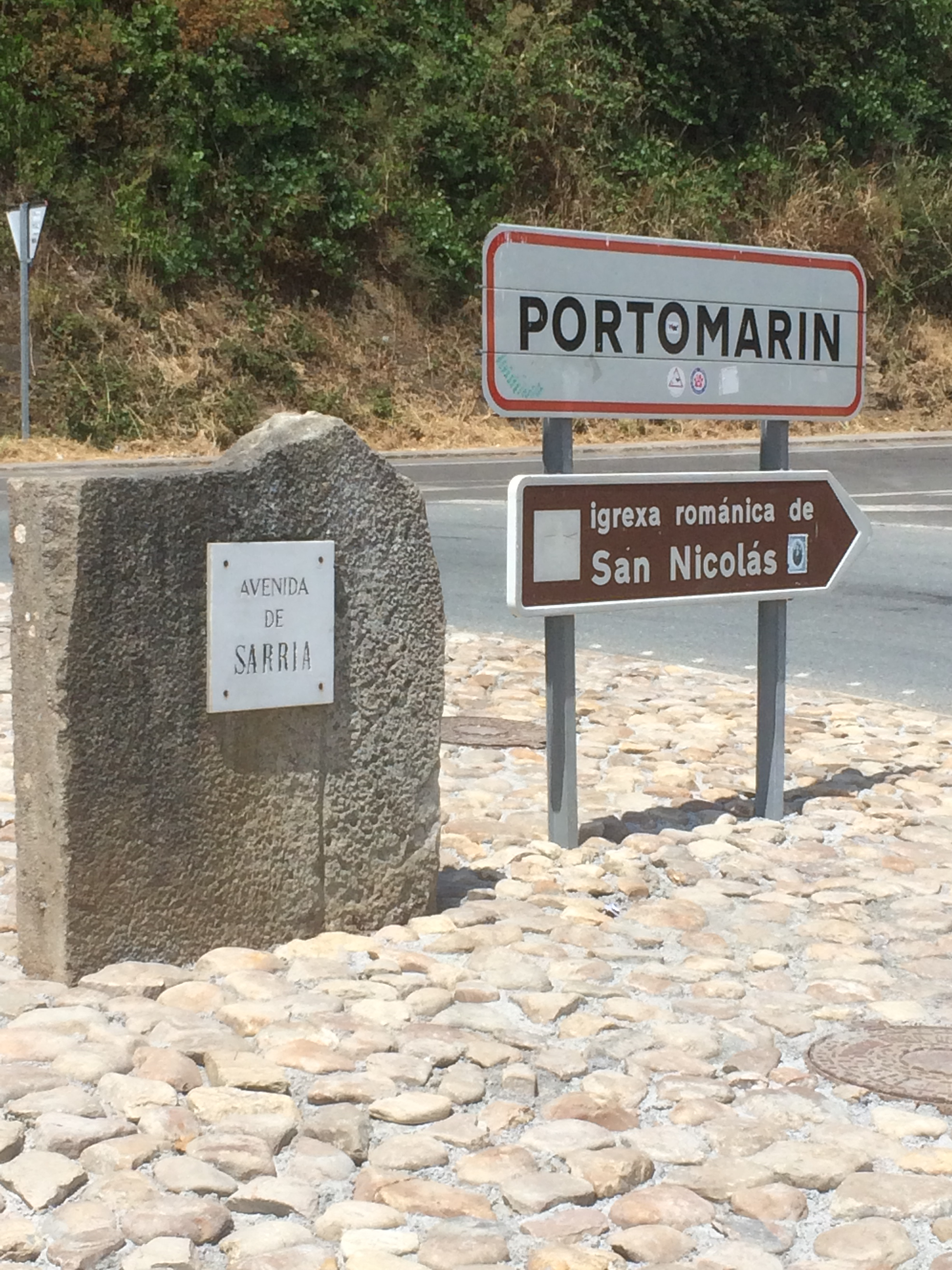
Indicazioni d'entrata a Portomarin
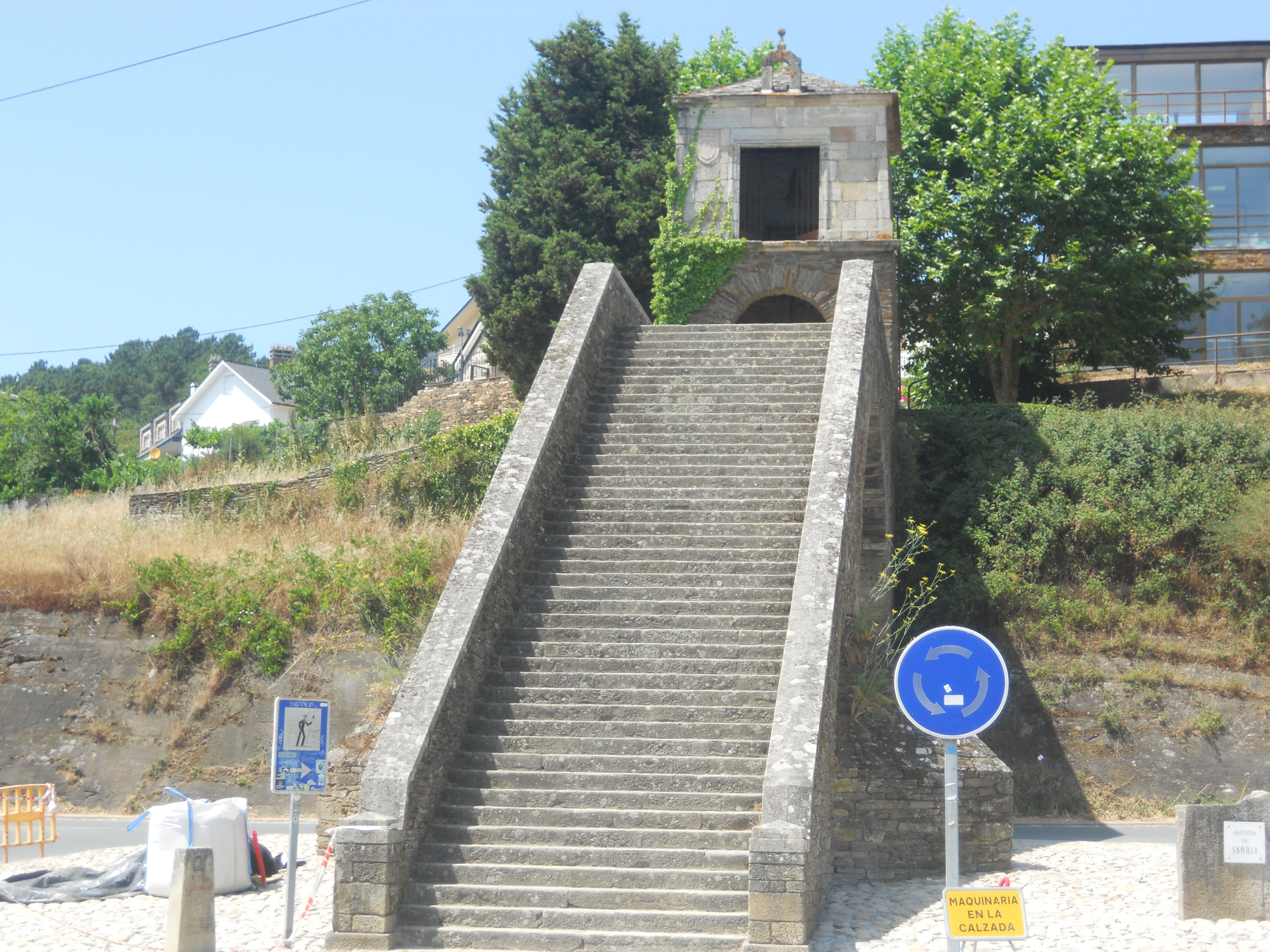
Scalinata d'accesso a Portomarin